# Stefan GP

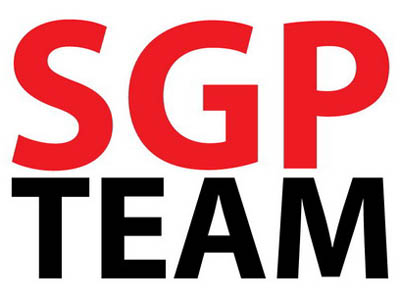
Logo de l'équipe SGP

Stefan Grand Prix est une structure automobile créée par l'homme d'affaires serbe Zoran Stefanovic qui a tenté à trois reprises d'intégrer le championnat du monde de Formule 1. Après son échec pour intégrer le championnat en 1998 et 2010, Stefan GP tente, à nouveau, d'y prendre part en 2011, sans succès. En 2014, Zoran Stefanovic évoque, sans pour autant formuler de demande officielle, son intention d'intégrer le championnat lors d'un futur appel d'offres.

## Origines
En 1998, Zoran Stefanovic essaye une première fois d'intégrer le championnat du monde de Formule 1 ; il souhaite engager les Lola T97/30 de 1997 afin de les faire courir en 1998 mais, cette première tentative se solde par un échec.
Plus de dix ans après, en 2009, Stefan GP postule à l'appel à candidatures pour la saison 2010 mais l'équipe est recalée par la FIA en juin. L'équipe refait parler d'elle, fin 2009, lorsque Toyota F1 Team quitte le championnat du monde et que les nouvelles équipes USF1 et Campos Grand Prix soulèvent quelques doutes sur leur capacité à participer à la saison 2010. En janvier 2010, Zoran Stefanovic signe un accord avec Toyota pour le rachat des installations de Toyota Team Europe à Cologne et de la monoplace TF110 développée pour la saison 2010. Cet accord comprend le soutien de l'équipe technique japonaise et le paiement du salaire du pilote japonais Kazuki Nakajima si l'équipe obtient son inscription en championnat du monde. Stefanovic recrute Mike Coughlan, ancien ingénieur de McLaren Racing, comme directeur technique. Après le recrutement de Nakajima, des rumeurs font état d'un rapprochement pour un contrat avec le champion du monde 1997, Jacques Villeneuve,.
Malgré sa non-inscription au championnat, l'écurie projette d'envoyer du matériel à Bahreïn en vue de disputer le premier Grand Prix de la saison, prévoyant ainsi que Campos Grand Prix, entretemps devenu Hispania Racing F1 Team ou USF1 ne pourraient pas participer aux premières épreuves. Comme pressenti, USF1 renonce à son inscription en championnat pour 2010 mais la FIA annonce 3 mars 2010 qu'elle refuse d'incorporer l'écurie serbe en remplacement. Les méthodes de Zoran Stefanovic pour influer sur les décisions de la FIA ont vraisemblablement joué en sa défaveur.
En 2017, Zoran Stefanovic annonce vouloir s'engager pour le championnat du monde de Formule 1 2019,.